# باخچا (شهرستان استرلیباشفسکی، باشقیرستان)
باخچا (انگلیسی: Bakhcha, Sterlibashevsky District, Republic of Bashkortostan) یک شهرک در شهرستان استرلیباشفسکی استان باشقیرستان کشور روسیه است.